# Pallacorda ai Giochi della II Olimpiade
Il torneo di longue paume ai Giochi della II Olimpiade fu un torneo dimostrativo tenutosi il 27 maggio e il 10 giugno 1900 presso i Giardini del Lussemburgo a Parigi.
Il torneo venne diviso in due categorie ("Prima" e "Seconda"), a loro volta divisi in due discipline: la longue paume tradizionale (o terrée, ovvero 6 contro 6) e la longue paume enlevée (4 contro 4).
Presero parte al torneo solo squadre francesi: parteciparono 15 formazioni di Prima categoria (8 per il gioco tradizionale e 7 enlevée) e 14 di Seconda categoria (7 per il gioco tradizionale e 7 enlevée). Si tennero in tutto 25 incontri, di cui non abbiamo i risultati.
I vincitori ottennero un premio di 2.000 franchi in opere d'arte.

## Risultati

### Prima categoria
Tutti gli incontri vennero giocati il 10 giugno 1900.
| Gara    | Vincitore                           |
| ------- | ----------------------------------- |
| Terrée  | Société des Paumistes Valenciennois |
| Enlevée | Société de Longue-Paume de Paris    |

### Seconda categoria
Tutti gli incontri vennero giocati il 27 maggio 1900.
| Gara    | Vincitore                        |
| ------- | -------------------------------- |
| Terrée  | Société de Longue-Paume de Paris |
| Enlevée | Société de Longue-Paume de Paris |